# Burton Rocks
Die Burton Rocks sind eine kleine Gruppe aus drei Rifffelsen vor der Fallières-Küste des Grahamlands der Antarktischen Halbinsel. Sie liegen 1,5 km südlich der Neny-Insel in der Marguerite Bay.
Der Falkland Islands Dependencies Survey (FIDS) nahm 1947 ihre Vermessung vor. Namensgeber ist der Eisbrecher USS Burton Island, mit dessen Hilfe 1948 im Zuge der Operation Windmill (1947–1948) die Mannschaften des FIDS und der Ronne Antarctic Research Expedition (1947–1948) von Stonington Island abgeholt wurden.